# 佐藤美希
佐藤 美希（さとう みき、1993年6月26日 - ）は、日本の元女性タレント、元女優、元ファッションモデル。栃木県宇都宮市出身。ホリプロに所属していた。愛称、サトミキ。
第38回ホリプロタレントスカウトキャラバングランプリ。Jリーグ名誉マネージャー。雑誌『non-no』元専属モデル。

## 来歴
幼い頃に入退院を繰り返していた経験から看護師を志し、3年制の獨協医科大学附属看護専門学校へ進学。一方で、モデルという職業には中学時代から憧れを抱いていた。専門学校の1年次に学校のミス・コンテストに参加してミスキャンパスに選出されたことでモデルになりたいという思いが強まり、2年次の2013年に母がスポーツ紙上で記事を見かけた『第38回 ホリプロタレントスカウトキャラバン2013 non-no Seventeenモデルをめざせ』に年齢制限の上限となる20歳で応募。獨協医科大学附属看護専門学校の1年に在学中の2012年に「ミス獨協医科大学」に選ばれ、各大学のミスキャンパスの中からNo.1を選ぶ「Miss of Miss Campus Queen Contest 2012」ではモバイル投票を勝ち抜いてファイナリストの10名に選出された。「年齢もあるし、これでダメならあきらめて看護師になろう」と最初で最後のオーディションに臨むと、20,216人の応募者の中から史上最年長でグランプリを獲得、ホリプロとの専属契約並びに雑誌『non-no』専属モデルとしてのモデルデビューが決定した。
グランプリ受賞者として、2013年11月4日には日本民間放送連盟「ラジオ再価値化プロジェクト」第3弾としてラジオ親善大使に任命され、2014年3月3日の“民放ラジオの日”から始まったラジオ啓発キャンペーン「ラジオになりたい。」ではメッセージソング「ラジオになりたい。」で歌にも挑戦。また、2014年1月20日発売の雑誌『non-no』3月号でファッションモデルとしてデビューを果たし、2016年3月19日発売の『non-no』5月号にて卒業するまで同誌専属モデルを務めた。
2014年3月31日からはフジテレビ『めざましテレビ』内の情報コーナー「イマドキ」にリポーターのイマドキガールとして出演。また、翌4月より放送の永谷園「彩りごはん」CMでCM初出演、同7月には『ネリさまぁ〜ず』（日本テレビ）のアシスタントを務めてバラエティ番組初出演。2015年2月にはグラビアにも進出し、『週刊ヤングジャンプ』誌上で水着グラビアを披露して注目を集めた。
2015年2月19日に足立梨花の後任として2代目Jリーグ女子マネージャーに就任し、J1・J2全40クラブのホームスタジアム訪問を達成しサポーターと交流を図るなど精力的に活動。2年目となった2016年には、10月にJ3含むJリーグ全53クラブのホームスタジアム訪問を達成した。2017年も引き続きJリーグ女子マネージャーを務める。『二代目JM』（フジテレビ）、『Jのサムライ』（テレビ朝日）などJリーグ関連の番組でMCを担当する機会も増え、Jリーグ公式サイト『Jリーグ.jp』内に連載コラム「焼肉より、Jリーグが好きになりました。」を、『サッカーマガジンZONE』（ベースボール・マガジン社）に連載コラム「サトミキ Diary」を執筆。3シーズンに渡る功績が認められ、2018年より「Jリーグ名誉マネージャー」に就任する。
2015年8月公開の『手裏剣戦隊ニンニンジャー THE MOVIE 恐竜殿さまアッパレ忍法帖!』で映画に初出演。2016年4月には初舞台となる劇団TEAM-ODAC第21回本公演『小さな結婚式〜いつか、いい風は吹く〜』で女優として本格的にデビュー。同年10月からの『ドクターX〜外科医・大門未知子〜』（テレビ朝日）に看護師役でレギュラー出演し、テレビドラマ初出演を果たした。2017年は「お芝居を本格的にやっていきたい」としている。
2017年4月には、“スターへの登竜門”と目される「2017 PARCO SWIM DRESSキャンペーン」のキャンペーンモデルに起用された。
2018年6月から7月には、自身にとって初めて見る大会と語る2018 FIFAワールドカップロシア大会においてNHKの関連番組のスタジオキャスターを務める。同年9月には目標としていた初の写真集『佐藤美希1st写真集』を発表、すっぴんやトップレスのカットにも挑戦した。
モデル、タレントなど活動の幅を広げ、その後はグラビアでも活躍した。
2022年9月24日、自身のブログを更新し同年9月30日をもってホリプロを退所し、芸能界を引退することを発表した。

## 人物
- 身長166cm、B86（Fカップ）、W56、H85。ウエストのくびれ[2][3]が自慢で、表紙と巻頭グラビアを飾った『週刊プレイボーイ』[注 2]により“新くびれ女王”と命名された[48][49]。毎日行うストレッチなどのエクササイズに加えて、グラビアなどの撮影前には「筋トレをしたり、とにかくひねったりして、くびれを中心にして動いています」と語り、ひねるのは100回、腹筋は100回や150回など回数を定めてトレーニングを行って美しいくびれの維持に努めている[39]。
- 特技はクラシックバレエ、柔道[50]。クラシックバレエは3歳から13歳まで10年間習っていて、体の柔軟性には自信があると語る[13]。
- 中学時代は柔道部に所属し、得意技は内股と寝技の抑え込み。初仕事となった『アッコにおまかせ!』（TBSテレビ）では番組内で芸人のあかつと柔道対決した[51]。
- 高校時代は野球部のマネージャーを務めていた[52]。
- 目標は所属事務所の先輩である優香[10]。ホリプロタレントスカウトキャラバンのグランプリ受賞時には、「『ノンノ』のモデルさんも女優として仕事をなさっている方もいるので、女優業もできたら」とモデル・タレントに加えて女優業にも意欲を示した[53]。
- 3歳年上の兄がいる[54]。
- 理想の男性のタイプは「草食系より肉食系。健康的で色黒の方がいい」と語る[45]。

## 出演

### テレビ
- アッコにおまかせ!（2013年11月10日 - 、TBS） - 不定期出演
- めざましテレビ 内「イマドキ」（2014年3月31日 - 2018年3月27日[55]、フジテレビ） - イマドキガール
- ネリさまぁ〜ず（2014年7月12日 - 10月5日、日本テレビ） - 進行アシスタント
- U字工事の産地直送!ふれあいマーケット（2014年10月 - 12月、とちぎテレビ）[56]
- VS嵐（2014年12月11日 フジテレビ） - ゲスト「チーム元柔道部」
- ネリさまぁ〜ずSECOND SEASON（2015年1月7日 - 、日本テレビ） - 進行アシスタント
- 二代目JM（2015年4月3日 - 6月26日、フジテレビ） - ナビゲーター
- Jフットニスタ（2015年4月6日 - 2017年12月25日、朝日放送） - 番組MC
- Jのサムライ（2015年10月3日 - 、テレビ朝日） - ナビゲーター
- サッカーアジア最強クラブ決定戦 AFCチャンピオンズリーグ2016ハイライト（2016年2月24日 - 、日本テレビ） - アシスタント
- JLEAGUE Walker〜スタジアムで過ごす休日は最高の思い出になる。（2016年4月7日 - 5月5日、TBS）[57]
- Jのスゴワザ（2016年7月2日 - 、テレビ朝日）[58]
- J.LEAGUE Walker 〜最高の休日をスタジアムで〜（2017年4月21日 - 6月30日、TBS） - ナビゲーター[59]
- キャッチーくんのナイスキャッチ!（2017年7月7日 - 9月29日、TOKYO MX） - アシスタント / ココちゃん 役
- きもの女子大集合 日本全国キモノ派宣言!!（2017年11月26日、BS日テレ）
- 本田圭佑もC.ロナウドも!世界のNo.1徹底解剖SP （2017年12月10日、日本テレビ）
- さんま&手越も大興奮!世界一の◯◯全部見せますSP （2017年12月17日、日本テレビ）
- 2018 FIFAワールドカップロシア大会（2018年6月14日 - 7月16日、NHK） - スタジオキャスター[41]
- FOOT×BRAIN（2018年8月5日 - 、テレビ東京） - BRAINスカウター[60]
- 柔道グランドスラム2018（2018年11月23日 - 25日、テレビ東京） - 番組サブキャスター
- よじごじDays（2020年2月10日、テレビ東京） - リポーター
- 主治医が見つかる診療所（テレビ東京） - 再現ドラマ中の看護師 役
- 魅せます！とちブラ〜とちぎブランド・ぶらり〜（とちぎテレビ） - リポーター

### CM
- 永谷園「彩りごはん」（2014年4月 - ）
- サーモス「ケータイマグ」篇（2015年3月 - ）
- スポーツくじ 「toto」篇、「BIG」篇（2017年4月 - ）
- ドクターシーラボ ビタミンC化粧水 VC100エッセンスローション（2017年5月 - ）
- アコム 「挑む男 スローイン」篇 〜「沖縄出張」篇（2018年8月 - 2020年1月）
- JA全農とちぎ「コメ・コレクション」（2020年9月25日 - 、関東ローカル）[61]

### 広告
- PARCO SWIM DRESSキャンペーンガール（2017年度）[7]

### ネット配信
- Jリーグ女子マネ 佐藤美希の「大好き! Jリーグ」 （2015年3月6日 - 、Jリーグ公式サイト）[62]
- 今年のYJはキミのモノ ゲンセキ10!!（週刊ヤングジャンプ公式サイト）[10]
- F.Chan TV 第13回（2016年、フットボールチャンネル） - ゲストコメンテーター
- AbemaTV Jリーグスタジアムグルメツアー（AbemaTV、AbemaGOLD）[63]
- トゥルルさまぁ〜ず（2017年5月8日 - 、BeeTV） - ゲストレギュラー

### テレビドラマ
- ドクターX〜外科医・大門未知子〜 第4期（2016年10月 - 12月、テレビ朝日） - 十条さくら 役

### 配信ドラマ
- パパ活 第3話（2017年7月10日配信、dTV/FOD）
- 私が獣になった夜 シーズン2 第4話（2021年11月26日配信、ABEMA） - 主演・猫田かのん 役

### 映画
- 手裏剣戦隊ニンニンジャー THE MOVIE 恐竜殿さまアッパレ忍法帖!（2015年8月8日、東映） - 忍者 役[36]
- キスできる餃子（2018年6月22日、ブロードメディア・スタジオ） - 佐藤美希（本人） 役[64]
- 徐福〜永遠の命を探して〜（2019年7月26日）
- 渇水（2023年6月2日） - 木田の彼女 役

### 舞台
- 小さな結婚式〜いつか、いい風は吹く〜（2016年4月6日 - 10日、紀伊國屋ホール、劇団TEAM-ODAC第21回本公演） - 夏野愛 役
- 25年目の家族（2017年11月16日 - 19日、ウッディシアター中目黒、モーレツカンパニー第4回公演） - 主演・ミチル 役
- 暁の帝 - 鸕野讚良 役
  - 暁の帝〜壬申の乱編〜（2018年6月27日 - 7月1日、シアターグリーン BIG TREE THEATER、シアターグリーン50周年記念公演）
  - 暁の帝〜朱鳥の乱編〜（2019年6月13日 - 23日、シアターグリーン BIG TREE THEATER）[65]
- 音楽朗読劇 ヘブンズ・レコード〜青空篇〜 第2話（2018年10月10日 - 12日、よみうりホール / 10月18日 - 21日、神戸新聞松方ホール）

### アニメ
- キャッチーくんのナイスキャッチ!（2017年7月 - 9月、TOKYO MX） - ココちゃん 役

### ラジオ
- さまぁ〜ずのさまラジ（2022年4月2日 - 9月24日、ニッポン放送） - アシスタント

### その他
- ラジオ親善大使（2013年11月4日 – 2014年11月30日、日本民間放送連盟）[66]
- Jリーグ女子マネージャー（2015年 - 2017年）
  - Jリーグ名誉マネージャー（2018年 - ）[34]
- 第53回宣伝会議賞 イメージガール（2015年）[67]

## 書籍

### 写真集
- 佐藤美希1st写真集（2018年9月19日、光文社、撮影：藤本和典、ISBN 978-4-334-90233-9）[68]

### 雑誌連載
- non-no（2014年3月号 - 2016年5月号、集英社） - 専属モデル
- サッカーマガジンZONE 「サトミキ Diary」（2016年5月号 - 2016年8月号、ベースボール・マガジン社） - 連載コラム

### 雑誌掲載
- 週刊ヤングジャンプ（集英社）
  - （2015年2月12日・No.11） - ゲンセキ10!![69]
  - （2015年9月17日・No.42） - 巻頭グラビア
- サッカーゲームキング（2015年3月24日・5月号（Vol.039）、フロムワン）[70]
- BOMB 3月号（2016年2月9日、学研プラス）  - グラビア
- 週刊プレイボーイ（2016年2月15日・No.9、集英社） - 表紙・巻頭グラビア
- 防衛省広報誌『MAMOR』（扶桑社）2020年12月号 - 海上自衛隊横須賀基地にて自衛官の制服を着て撮影、表紙と巻頭グラビアを飾る。

### WEB連載
- 焼肉より、Jリーグが好きになりました。（2016年5月2日 - 2017年12月22日、Jリーグ.jp） - 連載コラム